# Зенитный гранатомёт

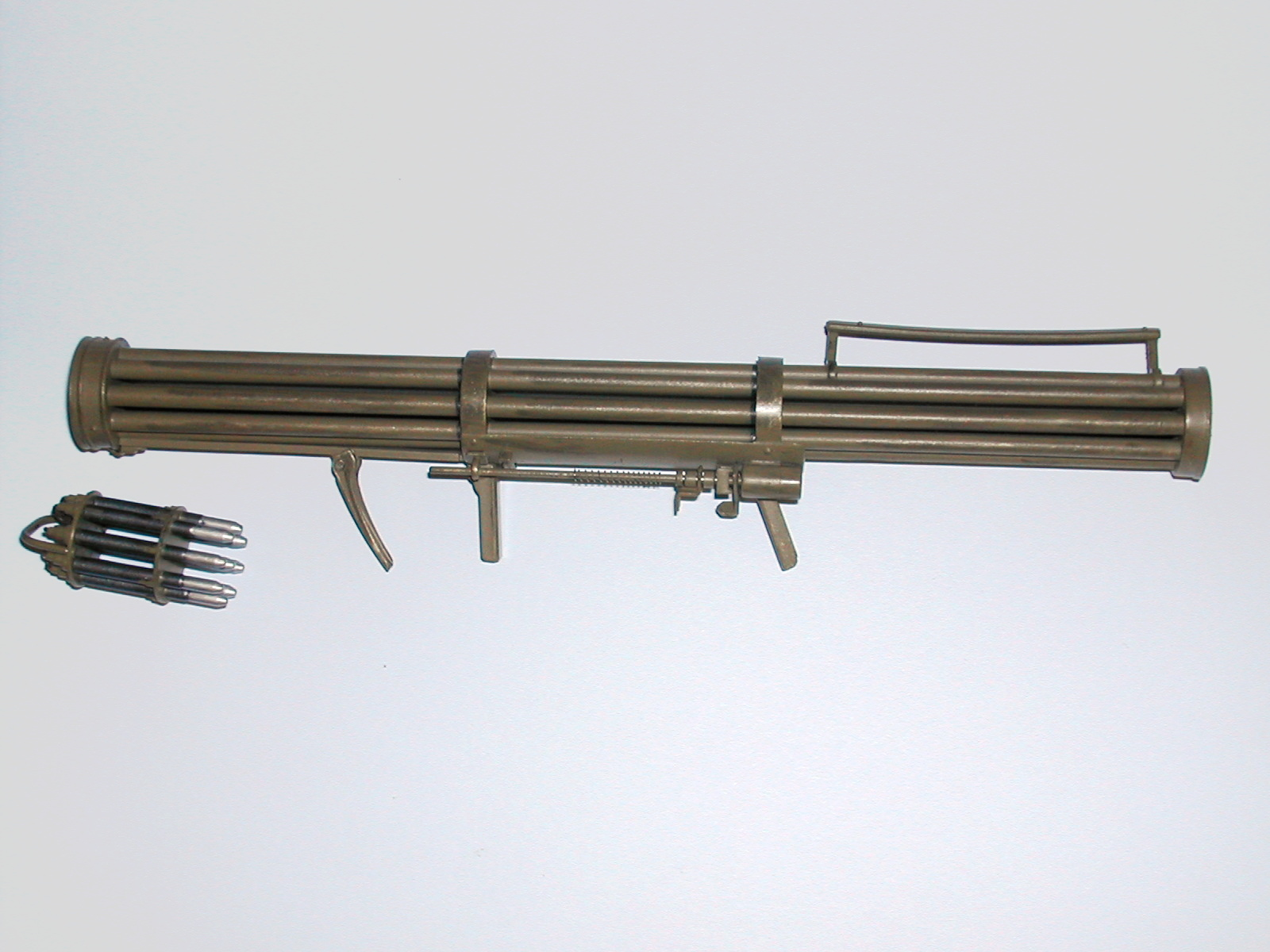
«Luftfaust-B» с блоком ракет.

Зенитный гранатомёт — носимое средство противовоздушной обороны пехоты. Представляет собой реактивную систему залпового огня, стреляющую с плеча неуправляемыми реактивными снарядами по низколетящим летательным аппаратам. Являлся предшественником переносного зенитно-ракетного комплекса, но не мог сравниться с ним в эффективности и за исключением одной модификации периода Второй мировой войны (Luftfaust-B) никогда не выходил за пределы стадии опытно-конструкторских работ или полигонных испытаний.

## История

### Третий Рейх
Господство в воздухе тактической авиации союзников во Второй мировой войне побудило вермахт начать разработку средств ПВО пехоты. Из прототипов «Хандфен» (Handfen) и «Флигерфауст» (Fliegerfaust) был выбран последний образец, созданный на фирме Гуго Шнайдера «Хасаг» в Лейпциге. Он представлял собой четыре 20 мм ствола, служивших для запуска неуправляемых ракет, по разным данным, от 90 до 220 граммов весом, содержащие 19 граммов взрывчатки. Стабилизация осуществлялась вращением за счет скошенных сопел, что, однако уменьшало скорость до 250 м/сек, дальность действия до 500 м, а высоту — до 250 м. Пусковое устройство представляло собой индуктивный генератор от РПГ «Панцерфауст» (Panzerfaust).
В 1945 году пошла в производство улучшенная версия, названная «Люфтфауст» (Luftfaust) и представлявшая собой 9-ствольную установку, длиной до 1,5 м. Ракеты стартовали двумя залпами, через 0,1 с. Для снаряжения использовался магазин на 9 ракет, выкладывавшийся сзади. Было заказано 10 тыс. ед., с 4 млн. ракет к ним, однако только несколько десятков единиц было реально произведено. Сведения о боевом применении отсутствуют. До сего дня дошли только 2 образца, один в частной коллекции в США и один в Музее ВС в России. Также был создан 6-ствольный 30 мм прототип.

### СССР
Широкое использование Армией США вертолётов во Вьетнамской войне заставило задуматься о способах борьбы с ним. Требовалось переносное оружие, способное применяться в любых условиях. В итоге А. Новожилов и В. Караков из КБ точного машиностроения (г. Климовск) создали в 1966 году 30-мм семиствольную систему под кодовым названием "Колос". Ракеты стартовали залпом, по двухступенчатой схеме с вышибным зарядом и запуском маршевых двигателей в 17—22 м от стрелка, и двигались по расходящимся траекториям со скоростью до 560 м/сек. Полутораметровая ПУ могла разбираться на две части — ПУ и блок ракет — весила 9,2 кг в сборе (из них 4,5 кг ракеты) и имела эффективную дальность 500 м (по наземным целям 2000 м). На испытаниях в 1967 году была продемонстрирована вероятность поражения зависшего на высоте 300 м вертолета, равная 0,14, движущегося — 0,04. Расчёт одной установки состоял из 2-х человек, предполагалась залповая стрельба из нескольких «Колосов». Система имела невысокую стоимость — 32 рубля — и была неприхотлива, однако оказалась отвергнута по причине продвижения работ по ПЗРК «Стрела».

### США
В США делались попытки реализации собственных проектов зенитных гранатомётов на новой технологической базе, ни один из которых не дошёл до постановки на вооружение, хотя некоторые дошли до этапа испытаний и имели относительный успех в сравнении с другими тактическими средствами ПВО. Сведения об экспериментах такого рода периода военных лет и послевоенного времени крайне скудны. К одним из наиболее ранних из указанных проектов периода Холодной войны можно отнести предложенный вниманию американской публики в январе 1959 года универсальный зенитный/противотанковый ракетомёт «Тандерстик» (Thunderstick) с почти двухметровой конусоподобной неуправляемой ракетой, запускавшейся со станка, который предлагался в качестве альтернативы (или дополнения к) ПЗРК «Редай» практически одновременно с последним и для замены 90-мм безоткатных орудий, но не сыскал интереса у военных чинов ввиду целого ряда технических недостатков, которые не влияли на точность стрельбы, но очень сильно отражались на безопасности его эксплуатации (например, разлёт реактивной струи прямо на стрелка и облако токсичного дыма над огневой позицией). Проектом, реализующим принципы аналогичные немецким зенитным гранатомётам в несколько изменённом виде был осуществлявшийся в начале 1970-х гг. совместный американо-французский проект зенитной самоходной установки «Джэвлот» (Javelot), обеспечивавшей одновременный пуск нескольких десятков 40-мм неуправляемых реактивных снарядов (до 48 или 96 в одном залпе, в зависимости от количества стволов) по расходящимся траекториям в направлении воздушной цели. Для наведения блока стволов на воздушную цель использовалась радиолокационная станция наведения, сопряжённая с блоком стволов: Наведение на воздушные цели осуществлялось в автоматическом режиме, на наземные — в ручном. Вооружёнными силами США оный образец военной техники классифицировался как «зенитный артиллерийский комплекс ближней дальности» (Short Range Antiaircraft Artillery). Под «Джэвлот», учитывая международный характер проекта, было подведено определённое финансирование и был создан ряд опытных прототипов, которые прошли испытания в США и во Франции, но в итоге проект был закрыт ввиду того, что американское военно-промышленное лобби «продавило» проект дивизионной самоходной установки «Дивад» (DIVAD) с конвенциональными зенитными автоматами. Среди прочих, ближе всех к перечисленным выше немецким и советским проектам стоял «Флайсуоттер» (Flyswatter), предложенный американским оружейником-новатором Гордоном Дугласом-младшим в начале 1980-х гг. для борьбы с советской вертолётной авиацией, как дешёвое средство противовоздушной обороны для оснащения им танковых и мотопехотных подразделений Вооружённых сил США и НАТО (а также проамериканских повстанческих группировок в странах соцориентации). Дуглас особо подчёркивал, что свою идею он заимствовал у Генриха Лангвейлера, взяв за основу «Люфтфауст» второй модели. С учётом уровня развития ракетного топлива в США, Дуглас полагал возможным создание гранатомёта с досягаемостью по высоте равной тысяче метров. В отличие от дорогостоящих средств ПВО, требующих труда квалифицированных инженерно-технических специалистов, «Флайсуоттер» проектировался дешёвым и примитивным, как в эксплуатации, так и в производственном отношении, — штамповать его в требуемых количествах могли любые металлообрабатывающие предприятия без особых сложностей. Наиболее благосклонно к идеям Дугласа относились в Главном автобронетанковом управлении армии США и в училище танковых войск в Форт-Ноксе, офицеры которого оказали конструктору содействие в его попытках достучаться до высшего военного командования относительно подведения государственной поддержки под указанный проект, но безуспешно. Интерес танкистов заключался в том, чтобы обеспечить указанным средством ПВО экипажи танков и бронемашин, сделав их таким образом независимыми от частей зенитной артиллерии, по крайней мере в некоторых аспектах, касающихся непосредственного прикрытия войск.

## Альтернативные варианты
Для стрельбы по вертолётам в режиме зависания или взлетно-посадочном режиме могут применяться ручные противотанковые гранатомёты, но при выстреле в переднюю полусферу пилот легко засекает выстрел и может предпринять манёвр уклонения (противоракетный манёвр). К тому же радиус действия ударного бортового вооружения на порядок больше радиуса действия РПГ, что даёт еще одну возможность вертолётчикам для применения контрмер против гранатомётчиков.

## Сравнительная характеристика
| Предприятие-изготовитель | Hugo Schneider AG                                                                                             | Hugo Schneider AG                                                                                             | Hugo Schneider AG                                                                                             | КБМ, ОКБ-61                                                                                                   |  |  |   |
| Дата начала работ над проектом | июль 1944 | сентябрь 1944                                                                                                 | февраль 1945                                                                                                  | июнь 1966 |  |  |   |
| Дата завершения работ | сентябрь 1944                                                                                                 | февраль 1945                                                                                                  | май 1945 | май 1968 |  |  |   |
| Количество стволов | 4 | 9 | 6 | 7 |  |  |   |
| Блок стволов (конфигурация) | \| \| \| \| \| \| \| \| · \| \| \| \| \| \| \| \| \| \| \| \| \| \| \| \| \| \| \| \| \| \| \| \| \| \| \| \| | \| \| \| \| \| \| \| \| · \| \| \| \| \| \| \| \| \| \| \| \| \| \| \| \| \| \| \| \| \| \| \| \| \| \| \| \| | \| \| \| \| \| \| \| \| · \| \| \| \| \| \| \| \| \| \| \| \| \| \| \| \| \| \| \| \| \| \| \| \| \| \| \| \| | \| \| \| \| \| \| \| \| · \| \| \| \| \| \| \| \| \| \| \| \| \| \| \| \| \| \| \| \| \| \| \| \| \| \| \| \| |  |  |   |
| Масса гранатомёта, г | | 6500 | | 9200 |  |  |   |
| Длина гранатомёта, мм | 1000 | 1500 | | 1500 |  |  |   |
| Калибр ствола, мм | 26 | 20 | 30 | 30 |  |  |   |
| Боеприпас | 2 cm BrsprGr                                                                                                  | 2 cm R.SprGr                                                                                                  | 3 cm M-Gesch.                                                                                                 | НРС-30 |  |  |   |
| Боеприпас | 2 cm L/Spur W                                                                                                 | 2 cm R.SprGr                                                                                                  | 3 cm M-Gesch.                                                                                                 | НРС-30 |  |  |   |
| Взрыватель | неконтактный AZ 48, AZ 50A, AZ 50B, AZ 1528 или контактный мгновенного действия AZ 1505                       | неконтактный AZ 48, AZ 50A, AZ 50B, AZ 1528 или контактный мгновенного действия AZ 1505                       | неконтактный AZ 48, AZ 50A, AZ 50B, AZ 1528 или контактный мгновенного действия AZ 1505                       | |  |  |   |
| Масса боеприпаса, г | | 220 | 330 | 642 |  |  |   |
| Масса разрывного заряда, г | 19 | 15 | 75 | |  |  |   |
| Диаметр и длина боеприпаса, мм | 26×231 | 21×228 | | |  |  |   |
| Диаметр и длина ракеты (снаряда), мм | 39×138 | 19×82 | | |  |  |   |
| Начальная скорость ракеты (снаряда), м/с | 250 | 310 | | 110 |  |  |   |
| Маршевая скорость ракеты (снаряда), м/с | 380 | 350 | | 560 |  |  |   |
| Максимальная высота полёта ракеты (снаряда), м | | 1000 | | |  |  |   |
| Максимальная дальность полёта ракеты (снаряда), м | | 2000 | | 2000 |  |  |   |
| Досягаемость по высоте, м | 350 | 500 | | |  |  |   |
| Эффективная высота стрельбы по воздушным целям, м | | 200 | | 300 |  |  |   |
| Эффективная дальность стрельбы по наземным целям, м | | | | |  |  |   |
| Залп | последовательный, разделённый на две фазы                                                                     | последовательный, разделённый на две фазы                                                                     | последовательный, разделённый на две фазы                                                                     | единовременный                                                                                                |  |  |   |
| Интервал между фазами, с | 0,6—0,8 | 0,1—0,2 | | — |  |  |   |
| Последовательность схода ракет (снарядов) | 2 и 2 | 5 и 4 | 3 и 3 | 7 сразу |  |  |   |
| Источники информации - Fleischer, Wolfgang ; Jülch, Hubert. Deutsche Nahkampfmittel bis 1945 (нем.). — Stuttgart: Motorbuch Verlag, 2006. — S. 289–290 — 320 s. — ISBN 3-613-02587-6. - Duske, Heiner F. ; Greenland, Tony ; Schulz, Frank. Experimental Flak-Weapons of the Wehrmacht (англ.). — Neumünster: Heinrich A. Duske, 1998. — Vol. 2 — P. 45–53 — 52 p. — (Nuts & Bolts; 8). - Hahn, Fritz. Waffen und Geheimwaffen des deutsched Heeres 1933–1945. Band I. Infanteriewaffen, Pionierwaffen, Artilleriewaffen, Pulver, Spreng-und Kampfstoffe (нем.). — Koblenz: Bernard & Graefe Verlag, 1986. — S. 208–209 — 239 s. — ISBN 3-7637-5830-5. - Kroulík, Jiří ; Růžička, Bedřich. Vojenské rakety (чешск.). — Praha: Naše vojsko, 1985. — S. 142–143,311 — 586 s. - Fitzsimons, Bernard. The Illustrated Encyclopedia of 20th Century Weapons and Warfare (англ.). — London: Phoebus Publishing Company / BPC Publishing Ltd., 1978. — Vol. 9 — P. 962 — 2685 p. - Baker, David. The Rocket: The History and Development of Rocket & Missile Technology (англ.). — N.Y.: Crown Publishers, Inc., 1978. — P. 87 — 277 p. — ISBN 0-517-53404-5. - Кузнецов К. А. Все ракеты Второй Мировой : единственная полная энциклопедия. — М.: Яуза; Э, 2006. — С. 96–99 — 240 с. — (Ракетная коллекция) — ISBN 978-5-699-83379-5. - Широкорад А. Б. От «Катюши» до «Смерча»: из истории реактивной артиллерии. — М.: Вече, 2005. — С. 203–210 — 400 с. — Тираж 5 тыс. экз. — (Военный парад истории) — ISBN 5-9533-0819-1. | | | | |  |  |   |
| | | | | |  |  | · |
| | | | | |  |  |   |
| | | | | |  |  |   |
| | | | | |  |  |   |